# Leones del Congreso de los Diputados

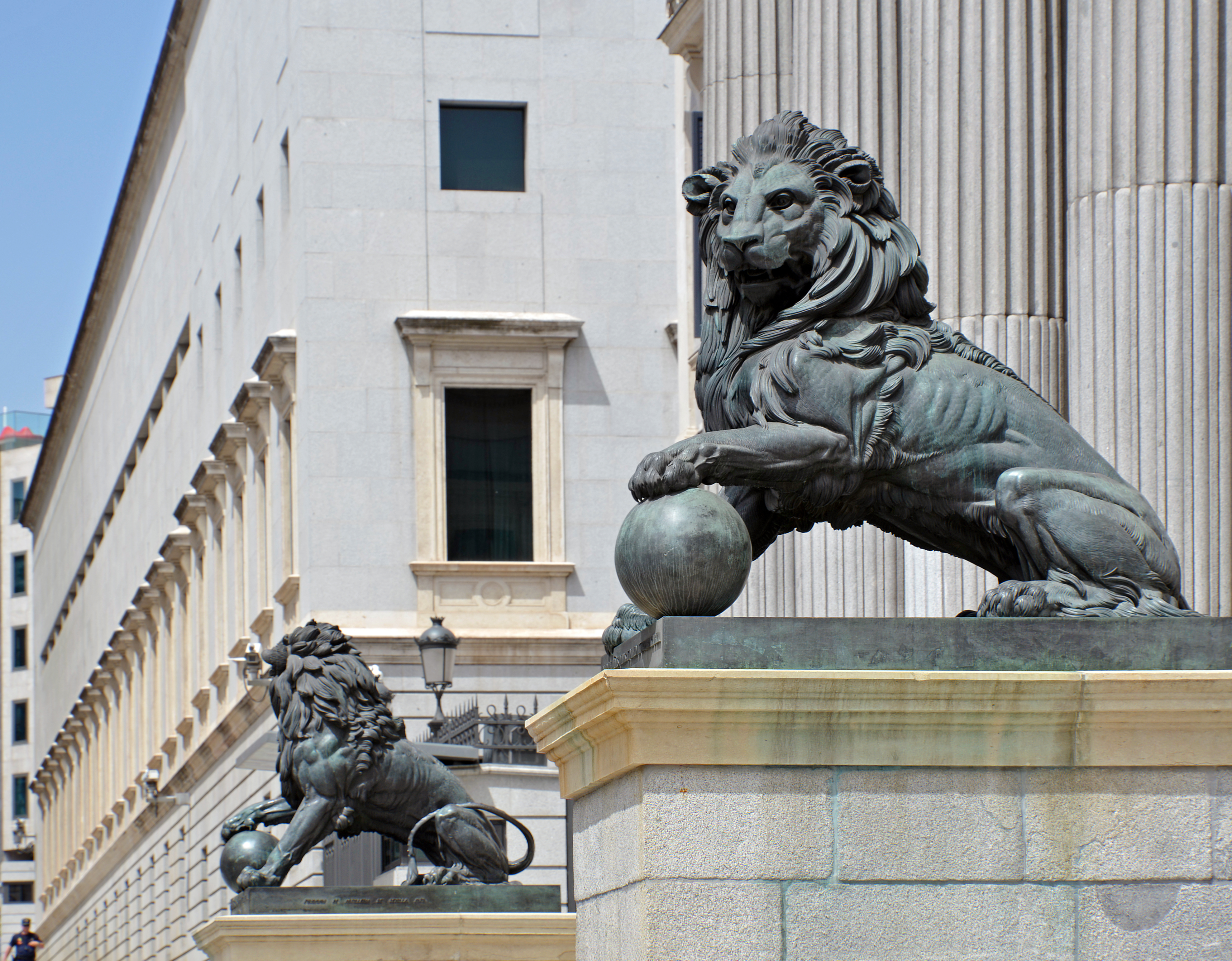

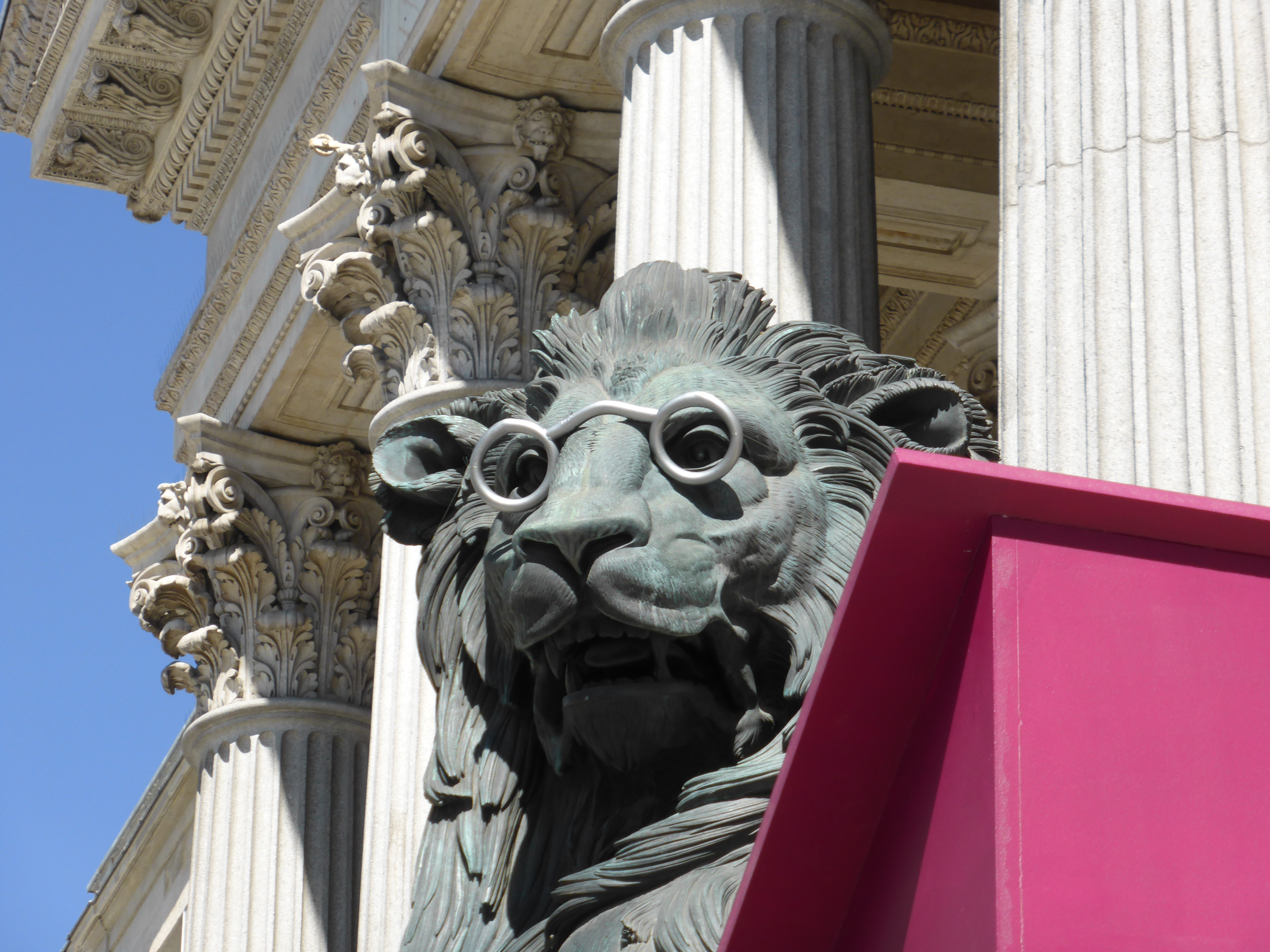
León con gafas (quevedos), para leer Don Quijote, en conmemoración del IV centenario de la muerte de Cervantes.

Los leones del Congreso de los Diputados son dos esculturas de bronce que protegen simbólicamente la entrada a las Cortes. Están situados en la entrada principal del Palacio de las Cortes, en Madrid. Reciben los nombres de Daoíz y Velarde, en honor a los héroes del Levantamiento del Dos de Mayo, aunque popularmente lo confunden con Hipómenes y Atalanta.
El león es un símbolo histórico de España (conocido como el león español) que se tomó de la ciudad y reino de León. También es símbolo de bravura y coraje. Los leones del Congreso, en concreto, simbolizan además la soberanía nacional de España y aparecen con frecuencia en los reportajes periodísticos, además de aparecer en el propio logotipo del Congreso de los Diputados.
En el diseño original del edificio, realizado por el arquitecto Narciso Pascual y Colomer, no estaban previstos, y en el lugar que ocupan actualmente se preveía se alzasen unas farolas. No obstante, estas farolas no eran del agrado de los diputados ni de los ciudadanos en general, pues no tenían la solemnidad que el lugar requería, y se acordó su retirada para colocar unas estatuas de leones, con una accidentada historia, pues se han tenido que hacer tres encargos hasta llegar a los actuales.

## Primera pareja de leones
El primer encargo se hizo al escultor Ponciano Ponzano y Gascón (Zaragoza, 1813-Madrid, 1877), autor del frontispicio del Congreso. Por falta de recursos, dada la malísima situación económica, Ponciano hizo una obra de yeso pintado imitando al bronce. Los leones se colocaron en el año 1851 con una ovación general, pero al cabo de un año, por las condiciones meteorológicas, los leones presentaban un estado deplorable, y comenzaron las críticas de ciudadanos y prensa hasta el punto de que se optó por encargar otras esculturas con materiales más nobles y duraderos.

## Segunda pareja de leones
La segunda pareja de leones se encargó a Ponciano, pero como dio un presupuesto muy elevado se hizo un nuevo encargo al escultor José Bellver y Collazos (Ávila, 1824-Madrid, 1868), que diseñó dos leones de piedra pequeños, que como se dijo en la época parecían más perros rabiosos que fieros félidos, y nuevamente las esculturas se retiraron a causa de las protestas. Actualmente, se encuentran en los Jardines de Monforte en Valencia.

## Tercera pareja de leones
La dirección del tercer proyecto volvió a recaer sobre Ponciano Ponzano. El 23 de marzo de 1860, el Ejército español consiguió una gran victoria en la batalla de Wad-Ras, en la guerra de África, tomándose unos cañones al enemigo. Tales cañones se entregaron a Ponciano para hacer los leones del Congreso, siendo fundidos en la Real Fábrica de Artillería de Sevilla en el año 1865, con operarios de la Fábrica de Artillería de Trubia y de Sevilla.
Por fin, en 1865 fueron terminados con el agrado y alabanza generales, salvo de un grupo de diputados que empezó a criticar el origen militar y guerrero del bronce, argumentando que no podían representar al congreso dos figuras realizadas con material de guerra, llegándose a hablar incluso de su destrucción, pero en 1872 se zanjó el debate y se colocaron en el lugar que ocupan en la actualidad.
El situado a la izquierda mirando hacia las escaleras del Congreso es el de mayor peso, 2668 kilogramos, (sería Hipómenes). El de la derecha, Atalanta, 2219 kilogramos.

## Restauración
En 1985 los leones fueron restaurados, siendo bajados por primera vez de sus pedestales.

## Referencia mitológica
Aunque popularmente conocidos como Daoíz y Velarde, varias fuentes influenciadas por la leyenda urbana indican que los leones esculpidos por Ponzano son, en realidad, los mismos que los del carro de la Fuente de la Cibeles, ⁣un conocido monumento de Madrid que data del siglo XVIII. Así, las dos efigies serían Hipómenes y Atalanta, personajes de la mitología griega que fueron convertidos en leones y condenados a no poder volver a mirarse. Una historia de conquista y de amor con un guion que terminó abruptamente cuando ambos amantes decidieron que el templo de Cibeles podía ser un sitio resguardado para demostrarse cuánto se querían. Este acto de amor no sentó demasiado bien a la diosa que pidió cuentas y fueron transformados en leones por siempre a su servicio. Corroboraría este hecho el que los leones del Congreso tampoco se miren entre sí: uno de ellos dirige su cabeza hacia la Plaza de Neptuno y el otro hacia la Puerta del Sol. Una teoría sostiene que ambos leones son machos, porque tienen melena, lo que descartaría la referencia con Hipómenes y Atalanta. Sin embargo, a pesar de conservar los atributos de un león, un vistazo más de cerca a los leones del Congreso permite ver que uno no posee genitales visibles. El descubrimiento parece poner de manifiesto que uno de los leones es Atalanta (mirando de frente la fachada, el de la izquierda representa a Hipómenes, con el rabo levantado para poder ver los testículos).
Ignorando esta referencia mitológica, en 2012 el Canal Historia inició una campaña publicitaria para pedir que se pusieran los testículos a uno de los dos leones del Congreso, ya que el otro sí los tenía. La campaña fue a través de la prensa y de las redes sociales y obtuvo un premio del Festival Iberoamericano de la Comunicación Publicitaria. Existen varias teorías para justificar la ausencia de testículos en uno de los leones. Por un lado, se cita un error en la fundición en Sevilla. Puesto que los leones se realizaron por piezas, podría ser que la pieza del testículo se perdiese. Por otro lado, la tradición cuenta que el escultor Ponciano Ponzano solo contaba con el bronce procedente de los cañones de la Batalla de Wad-Ras, por lo que, por falta de material suficiente a la hora de hacer los leones, dejó a uno de ellos sin testículos; el que menos visibilidad tiene y además su cola enroscada tapa esta falta testicular.

## Influencias de su diseño
Cuando Velázquez viajó a Italia para comprar obras para Felipe IV, encargó unos leones al escultor Matteo Bouncelli. Bouncelli. Al diseñarlos, tomó como modelo los dos leones que había en la Villa Médicis de Roma, realizados en el siglo XVI, que hoy se encuentran expuestos en la Logia de Lanzi de Florencia.
Esos leones con la bola del mundo estaban destinados al Alcázar Real madrileño y hoy están en el Salón del Trono del Palacio Real de Madrid y en el Museo del Prado.

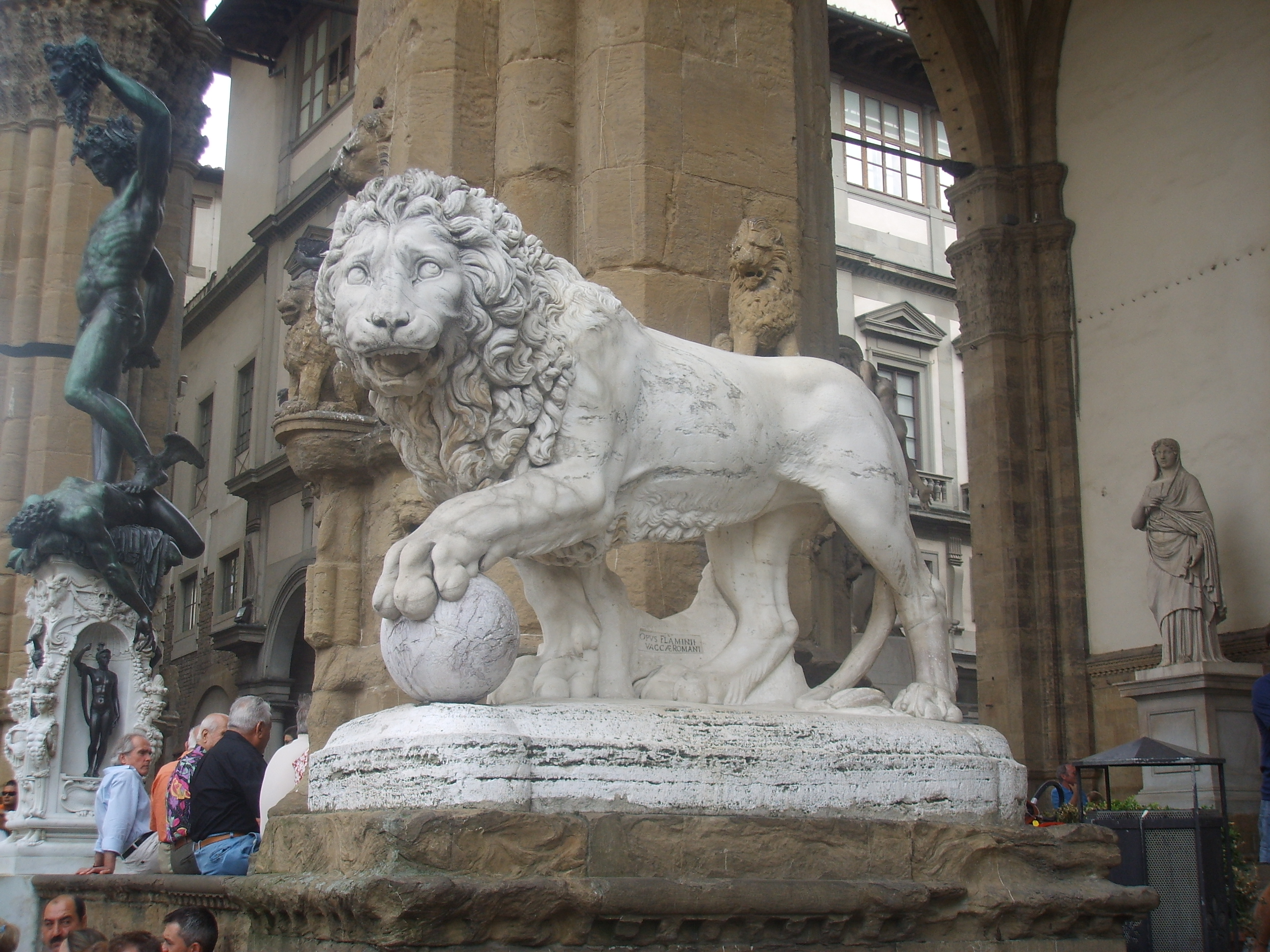
León de la izquierda en la Logia de Lanzi, en Florencia, realizado por Flaminio Vacca
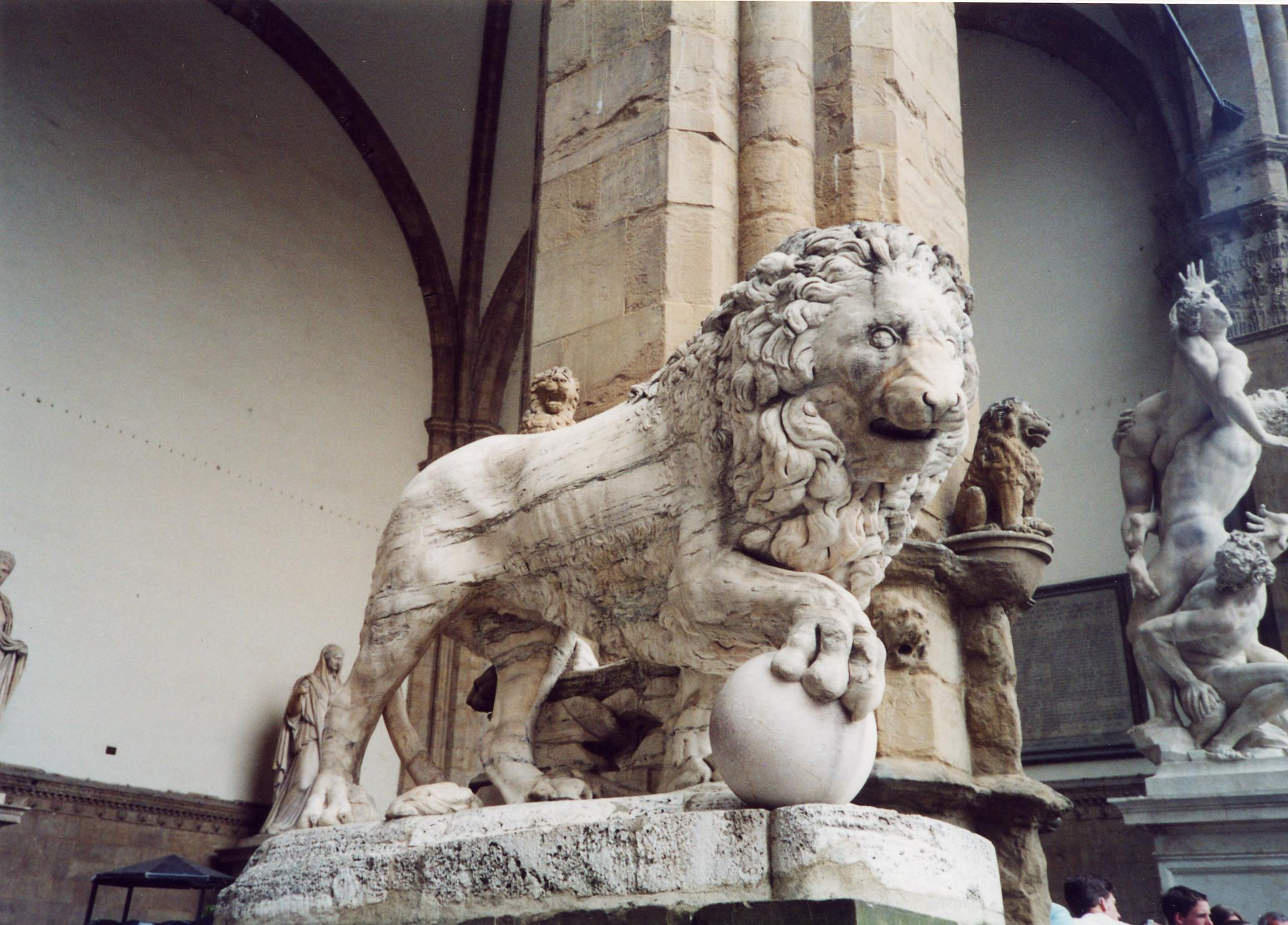
León de la derecha en la Logia de Lanzi, en Florencia, realizado por Giovanni di Scherano Fancelli.
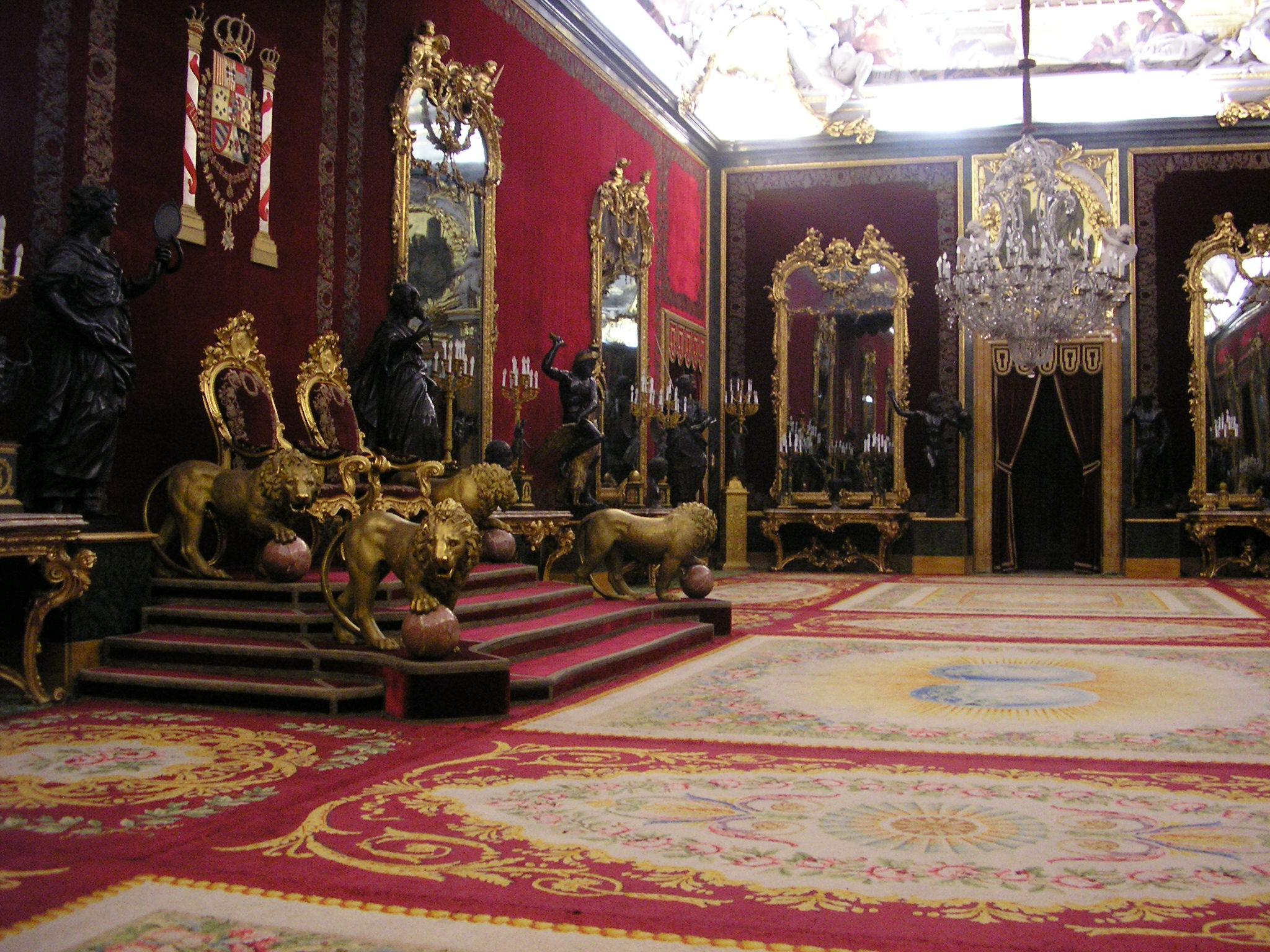
Salón del trono del Palacio Real de Madrid.